# Roberto Carlos em Detalhes

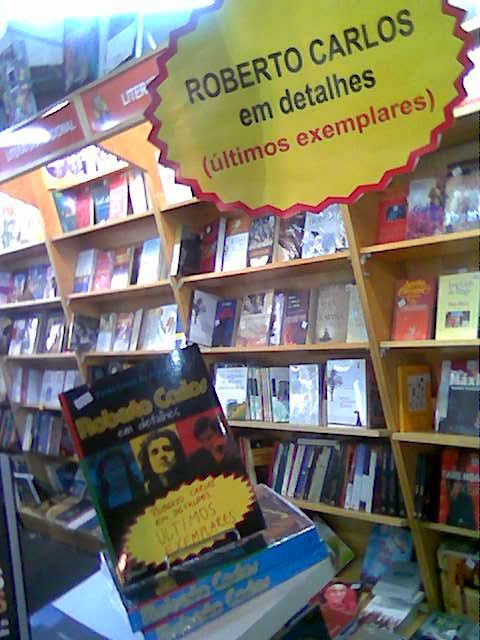
A polêmica biografia de RC, à venda mesmo depois da apreensão judicial

Roberto Carlos em Detalhes é um livro de 2006, escrito por Paulo Cesar de Araújo. Trata-se de uma biografia não-autorizada do cantor Roberto Carlos, resultado de uma pesquisa ao longo de 16 anos que reuniu depoimentos de cerca de 200 pessoas que participaram da trajetória do artista. A obra chegou a vender 22 mil exemplares até a sua produção e venda serem proibidas por determinação da 20.ª Vara Criminal da Barra Funda, na cidade de São Paulo.
A obra foi lançada no dia 2 de dezembro daquele ano, porém, em 10 de dezembro, o cantor entrou na justiça com duas ações: uma contra a Editora Planeta e outra contra o autor do livro. A Justiça deu ganho de causa a Roberto Carlos e o livro foi retirado das lojas ao final de fevereiro de 2007. Em 27 de abril de 2007, após longa audiência no Fórum Criminal da Barra Funda, em São Paulo, foi determinado o recolhimento de todos os exemplares do livro.
A disputa chegou ao Supremo Tribunal Federal, levando em 2013 a vários artistas como Caetano Veloso, Gilberto Gil, Milton Nascimento e outros a criarem um grupo de pressão chamado Procure Saber favorável à proibição de biografias não autorizadas, causando uma grande reação em defesa da liberdade de expressão.
Em 2014, Araújo lançou o livro O Réu e o Rei: Minha História com Roberto Carlos, em Detalhes pela Companhia das Letras, em que conta os bastidores da proibição da biografia sobre Roberto Carlos. Na época, o advogado do artista se manifestou através de nota para a imprensa. “Com relação ao livro ‘O réu e o rei’, Roberto Carlos não vai tomar qualquer medida jurídica, em face de o livro não ser uma biografia sua, mas uma autobiografia do autor".